# Nicarágua nos Jogos Olímpicos de Verão de 1980
A Nicarágua competiu nos Jogos Olímpicos de Verão de 1980 em Moscou, União Soviética.

## Resultados por Evento

### Atletismo
400 m com barreiras
- Leonel Teller
  - Eliminatórias — não terminou (→ não avançou)

### Boxe
Peso Mosca (– 51 kg)
- Onofre Ramirez
  - Primeira Rodada — Perdeu para Petar Lesov (Bulgária) por pontos (0-5)

Peso Galo (– 54 kg)
- Ernesto Alguera
  - Primeira Rodada — Bye
  - Segunda Rodada — Perdeu para Bernardo Piñango (Venezuela) por pontos(1-4)

### Natação
100 m peito feminino
- Garnet Charwat
  - Eliminatórias — 1:28.88 (→ não avançou)